# Ernst Anrich
Ernst Anrich (* 9. August 1906 in Straßburg; † 21. Oktober 2001 in Seeheim, Hessen) war ein deutscher Historiker, Universitätsprofessor und Autor. Nach wissenschaftlichen Stationen in Bonn und Hamburg wurde er 1941 Bevollmächtigter zum Aufbau der Reichsuniversität Straßburg und ebendort Dekan der philosophischen Fakultät. Gleichzeitig hatte er eine führende Position bei der Erarbeitung der deutschen Eroberungs- und Umsiedlungspolitik im sogenannten Westraum. Nach der Niederlage Deutschlands im Zweiten Weltkrieg zog er nach Tübingen und initiierte dort 1949 die Wissenschaftliche Buchgesellschaft, zu deren geschäftsführendem Direktor er 1953 auch wurde. Im selben Jahr verlegte die Gesellschaft ihren Sitz nach Darmstadt, wo Anrich 1960 bis 1964 für die CDU im Stadtrat saß. In den folgenden Jahren engagierte er sich in der 1964 gegründeten rechtsextremen NPD. Auf deren Parteitag 1966 hielt er eine programmatische Rede, deren verfassungsfeindliche Inhalte zu seiner Entlassung durch die Wissenschaftliche Buchgesellschaft führten. In den folgenden zehn Jahren engagierte er sich in führender Position in der NPD, verließ sie jedoch 1976. Anrich, der betonte, über die Jahrzehnte an seinen politischen Überzeugungen festgehalten zu haben, wirkte jedoch auch danach noch als rechtsextremer Publizist.

## Leben

### Vor 1945
Der Sohn des Theologieprofessors Gustav Adolf Anrich stammte aus einer elsässischen Familie mit Schweizer Wurzeln. Er studierte ab 1924 Geschichte, Evangelische Theologie und Germanistik nacheinander in Königsberg, Heidelberg, Berlin, Tübingen und Bonn. 1931 wurde er in Bonn bei Fritz Kern promoviert. Er war Mitglied in der Deutsch-Akademischen Gildenschaft und Mitgründer der Gilde „Ernst Wurche“. Ab 1932 war Anrich Privatdozent, ab 1938 außerordentlicher Professor für Neuere Geschichte in Bonn sowie von Januar 1940 bis März 1941 als ordentlicher Professor am Historischen Seminar der Universität Hamburg.
Im Frühjahr 1928 schloss er sich dem NS-Studentenbund an, er war dort Reichsschulungsleiter. Zum 1. Juni 1930 trat er in die NSDAP ein (Mitgliedsnummer 253.191), wurde jedoch zum 5. Mai 1931 wegen Umsturzversuchen in der Reichsjugendführung aus Partei und Bund ausgeschlossen, ein Wiedereintritt scheiterte an Baldur von Schirach. November 1933 trat er in die SA und den NSLB ein, die SA verließ er ein Jahr später.
Anrich gehörte wie Franz Steinbach und Franz Petri zu den führenden Vertreter der regimenahen Westforschung. In Kooperation mit der SS und dem Reichssicherheitshauptamt wurde Anrich 1941 Bevollmächtigter des Reichsdozentenführers für den Aufbau der Reichsuniversität Straßburg, deren wissenschaftliche Personalpolitik er bestimmte. Er war dort von 1941 bis 1943 gleichzeitig Dekan der Philosophischen Fakultät sowie Dozentenführer. Anrich war selbst SS-Mitglied und führend in einem beim OKW eingerichteten „Wissenschaftlichen Weststab“ tätig; er hatte diesen „Stab“ zur NS-Neuordnung des Westraums im April 1940 selbst gegründet. Diese Stabsstelle arbeitete insbesondere der Volksdeutschen Mittelstelle zu und sollte Pläne ausarbeiten, welche Gebiete im Westen sich unter volkstumspolitischen Gesichtspunkten für eine Annexion durch das Deutsche Reich eigneten. Sie war auch für die Planung der dazu erforderlichen Zwangsumsiedlungen zuständig.

### Nach 1945
Anrich lebte in der Nachkriegszeit in Tübingen. 1949 war er Initiator der Wissenschaftlichen Buchgesellschaft (WBG). In deren Gründungsaufrufen wurde sein Name jedoch nicht genannt, da der neu gegründete Verein die Zustimmung der französischen Besatzungsbehörden benötigte und Anrich wegen seiner vorherigen Tätigkeit in Straßburg dort keine Sympathien besaß. Nach der erfolgreichen Gründung der WBG wurde er jedoch zum 1. Februar 1949 als ihr „Vorstandssekretär“ fest angestellt; 1953 wurde er zum Geschäftsführenden Direktor ernannt und damit auch Teil des Vorstands. Die WBG, die ihren Sitz ebenfalls im Jahr 1953 nach Darmstadt verlegte, publizierte in Sammelwerken und als Einzelveröffentlichungen Arbeiten von Hermann Aubin, Franz Steinbach, Franz Petri und anderen Historikern aus dem Umfeld der Westforschung aus der Zeit vor 1945 weitgehend unverändert. Eigene Werke veröffentlichte Anrich ebenfalls bei der WBG und auch bei verschiedenen anderen Verlagen, unter anderem beim rechtsextremen Grabert Verlag.
Von 1960 bis 1964 war Ernst Anrich für die CDU Mitglied des Darmstädter Stadtrats, bevor er sich der 1964 gegründeten rechtsextremen NPD annäherte. Im Juni 1966 hielt er auf dem zweiten Parteitag der NPD eine programmatische Rede mit verfassungs- und demokratiefeindlichen Inhalten. Daraufhin veranlasste der Vorstand der WBG Anrichs umgehende Entlassung, allerdings bei Fortzahlung seiner Bezüge bis zum 65. Lebensjahr und bei Aufrechterhaltung seines Rentenanspruchs. Bei seiner Abschiedsrede vor der Mitarbeiterschaft der WBG Ende Juli 1966 betonte Anrich, dass seine politische Einstellung während seiner Darmstädter Zeit stets gleich geblieben sei, und stellte sich als Opfer politischer Unreife dar.
In den folgenden Jahrzehnten distanzierte sich die WBG von Anrich, gewährte ihm aber noch eine Erhöhung seiner Pension, obwohl er bereits wegen seiner vormaligen Professorentätigkeit in Straßburg über eine staatliche Pension verfügte. Währenddessen setzte Anrich seine politische Tätigkeit fort. 1967 erschien eine Rede von ihm unter dem Titel „Mensch – Volk – Staat – Demokratie“ als Sonderdruck in den Deutschen Nachrichten, dem NPD-Parteiorgan. Im November 1967 wurde er Mitglied im Vorstand und im Präsidium der NPD; 1971 wurde er einer von drei stellvertretenden Bundesvorsitzenden der NPD. 1975 schied er aus den Führungsgremien der Partei aus; 1976 verließ er sie. Seine Tätigkeit als rechtsextremer Publizist setzte er jedoch fort. Anrich war Mitglied des Witikobundes und der Evangelischen Notgemeinschaft in Deutschland.

## Schriften (Auswahl)

### Vor 1945
- Die jugoslawische Frage und die Julikrise 1914. Phil. Diss. Bonn 1931.
- Die englische Politik im Juli 1914. Habilitationsschrift, Bonn 1932.
- Drei Stücke über nationalsozialistische Weltanschauung. Kohlhammer, Stuttgart 1932.
- Neue Schulgestaltung aus nationalsozialistischem Denken. Kohlhammer, Stuttgart 1933.
- Volk und Staat als Grundlage des Reiches. Kohlhammer, Stuttgart 1934.
- Universitäten als geistige Grenzfestungen. Kohlhammer, Stuttgart 1936.
- Die Geschichte der deutschen Westgrenze. Quelle & Meyer, Leipzig 1939 und 1943.
- Die Bedrohung Europas durch Frankreich. 300 Jahre Hegemoniestreben aus Anmaßung und Angst (Frankreich gegen die Zivilisation, Heft 1, Schriften des Deutschen Instituts für außenpolitische Forschung und des Hamburger Instituts für auswärtige Politik, Heft 56). Hrsg. Matthias Schwabe (das ist Karl Epting, Paris) Berlin 1940 (Anrichs Frankreich-„Wissen“ wurde 1951 fortgesetzt).
- Frankreich und die deutsche Einheit in den letzten 300 Jahren. Broscheck, Hamburg 1940.[15]
- Germanien und Europa. Ein Buch an der Schwelle unseres Zeitalters. W. Kohlhammer, Stuttgart 1941.
- Richelieu und das Elsaß. In: Franz Kerber (Hrsg.): Das Elsaß. Des Reiches Tor und Schild. Hüneburg-Verlag, Straßburg 1942 (= Jahrbuch der Stadt Freiburg im Breisgau, Band 4).
- Deutsche Geschichte von 1918–1939. Teubner, Leipzig 1943.

### Nach 1945
- Muß Feindschaft bestehen zwischen Deutschland und Frankreich? Frankfurt 1951.
- Die Idee der deutschen Universität und die Reform der deutschen Universitäten, Wissenschaftliche Buchgesellschaft, Darmstadt 1960.
- Moderne Physik und Tiefenpsychologie zur Einheit der Wirklichkeit und damit der Wissenschaft. Ein Versuch. Klett-Cotta, Stuttgart 1963.
- Der Sozialismus der Linken. Nicht Fortschritt, sondern Rückschritt und volle Zerstörung. National-Verlag, Rosenheim 1973.
- Leben ohne Geschichtsbewußtsein. Eine Anklage gegen den heutigen Geschichtsunterricht. Grabert, Tübingen 1988.